# 雨

雨中一景

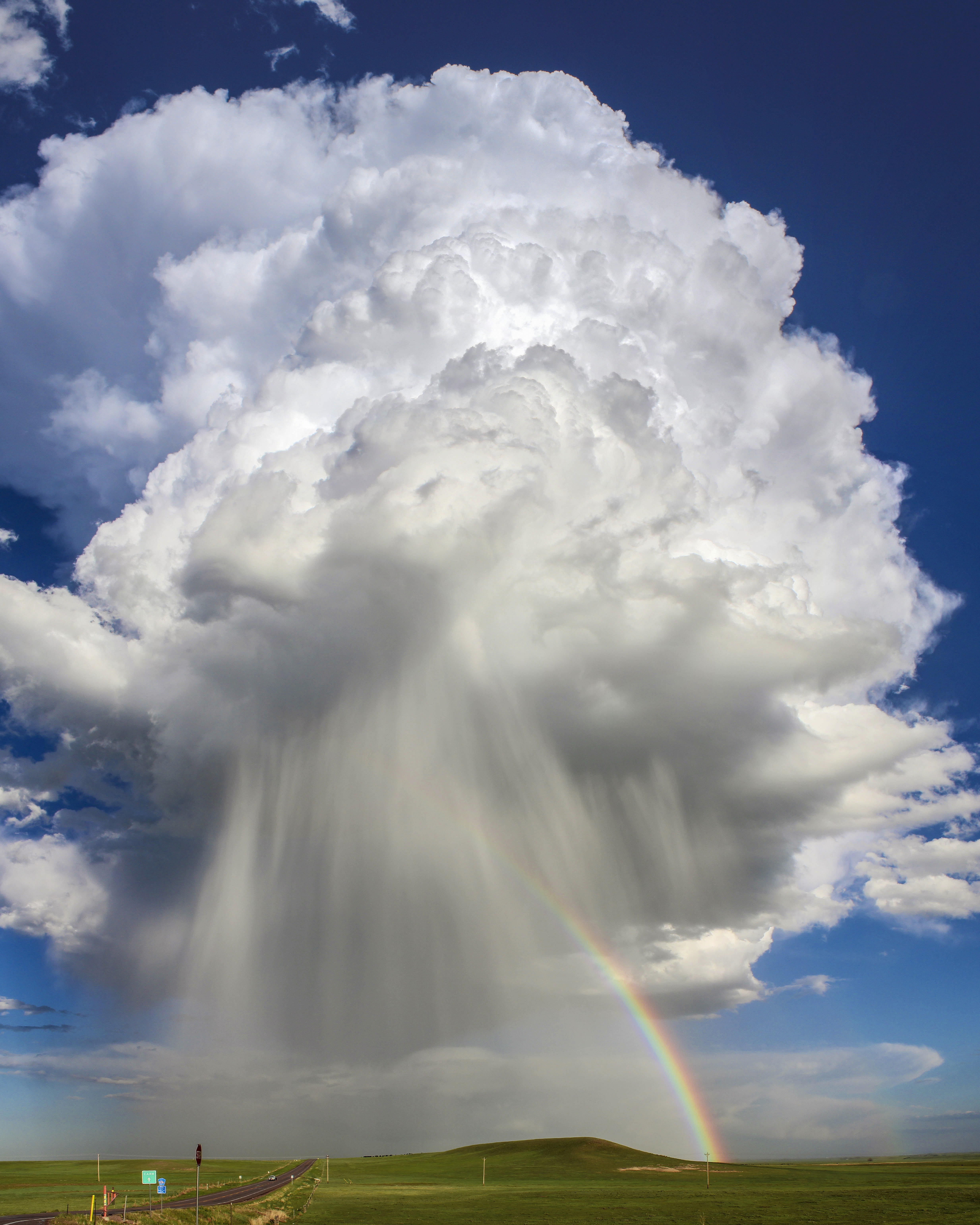
積雨雲帶來的驟雨

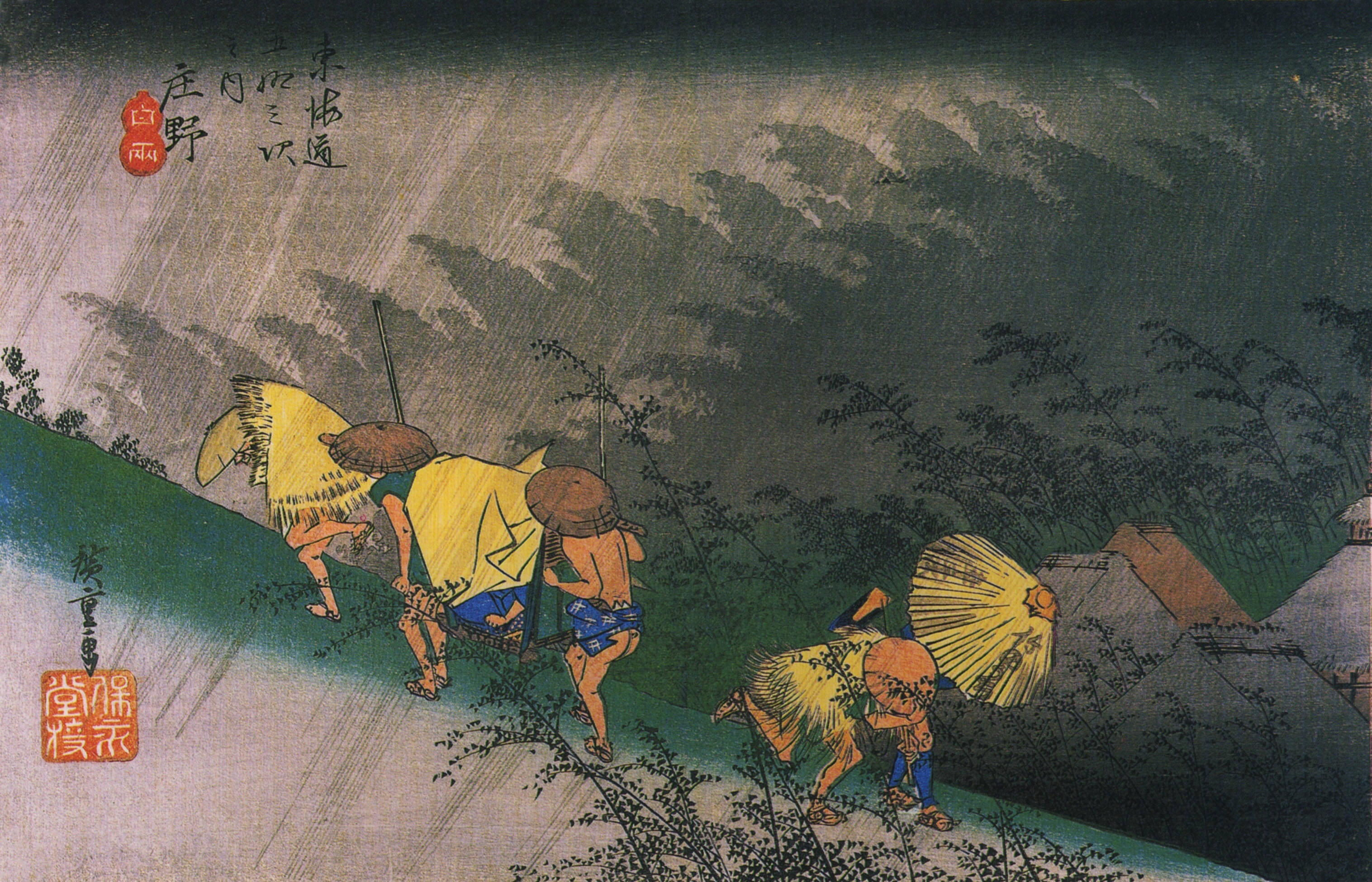
“庄野 白雨”（歌川广重，约1833年）

雨是一种自然降水现象，大气中的水蒸气凝结成水滴后，因重力作用落向地面。雨是地球水循环的关键环节，为多数生态系统提供水分，也是远离河流等地表水体的维管植物获取淡水的主要途径（干旱区可能依赖地下水或露水）。此外，降雨是径流式水电站的直接水源，但对水库蓄水的影响具有季节性滞后。
当降雪过程中遇到大气垂直暖层（温度高于0°C）时，空中的雪花会融化为雨滴；若近地表温度低于冰点，则可能形成冻雨。在干燥地区，雨滴可能未达地表便完全蒸发（即雨幡现象）；阿他加马沙漠等极端干旱区因副热带高压与安第斯山脉阻隔水汽，年均降水量不足1毫米。
在航空例行天气报告中，降雨情况的代号是RA。

## 形成

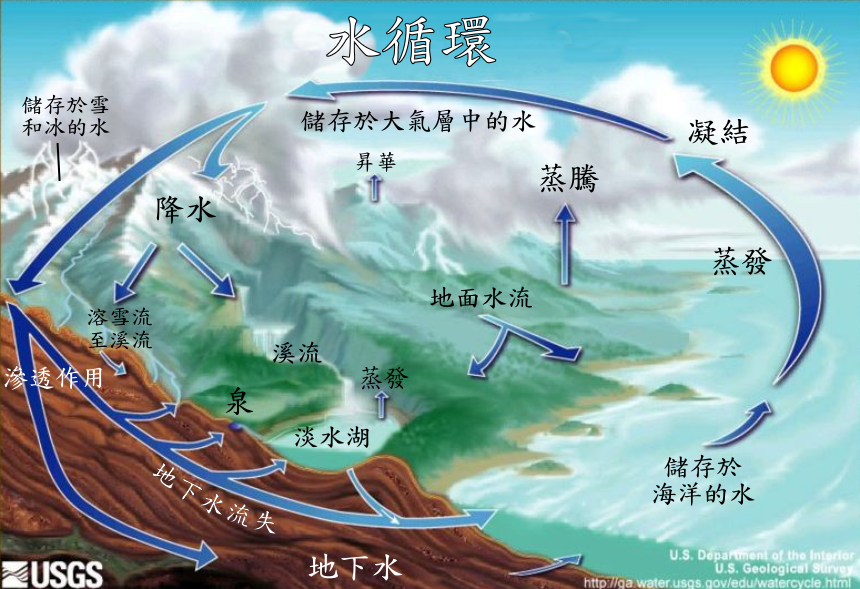
水循環

雨滴的形状：并非如A所示大多数人所设想的形状，而是依大小而异

由小水滴（小冰滴）构成的云称为水成云（冰成云）。当云为水成云或冰成云时，云能否降水，取决于能否在较短时间内形成大量足够大的雨滴（一个雨滴约合一百万个云中水滴）。云中水滴形成雨滴的途径有两种。或者云中水滴自己不断凝结变大，或者云与云之间互相碰撞使得云中水滴相互结合，质量变大。当水滴的质量大到上升气流无法将其“托住”时，水滴下降，便形成了雨。实际上，水滴仅仅靠自我凝结是很难变成足够下降的雨滴的，主要的增长手段是通过水滴之间的相互结合。
在降雨过程中，云层中原始雨滴由于凝结核的大小不同，凝结发生的先后不同，雨滴的原始大小就是不相等的。大小水滴因水汽压的不同，水分容易由小水滴转移到大水滴上去，使大水滴不断增大，小水滴也会变小。当水滴不断增大，在空气中下降时就不再保持球形。开始下降时，雨滴底部平整，上部因表面张力而保持原来的球形。当水滴继续增大，在空气中下降时，除受表面张力外，还要受到周围的空气作用在水滴上的压力以及因重力引起的水滴内部的静压力差，二者均随水滴的增长及下降而不断增大。在三种力的作用下，水滴变形越来越剧烈，底部向内凹陷，形成一个空腔，形似降落伞。空腔越变越大，越变越深，上部越变越薄，最后破碎成许多大小不同的水滴。破裂的水滴又会被其它的大雨滴吞并形成新的大水滴。此外，雨滴所带有的正负电荷也是雨滴之间冲撞结合的原因之一。
水滴在下降过程中保持不破碎的最大尺度称为临界尺度，常用等体积球体的半径来表示，称为临界半径或破碎半径。在不同的气流条件下，临界半径是不同的。如在均匀气流条件下，临界半径通常为4.5至5.00mm，而在有扰动的瞬时气流条件下，临界半径更小。
雨在下落时可能做数次垂直运动，这是由上升气流的强与弱有关的。如果云层含水量少，那么就无法形成雨，而是阴云；如果云层含量大，上升气流强，导致水滴在下降过程中凝结，而凝结成的冰又被上升气流托住而上升，如此反复则形成雹。
根据雨的成因可把雨分为：

### 人工降雨
人类长期以来一直寻求人工降雨的方法。包括中国、美国和法国都有积极的人工降雨计划，即在云层中散播化学物质，导致雨滴凝聚，并形成降雨。化学物质的选用取决于所要催化的云层类型。通常使用碘化银，干冰，液态丙烷，但效果仍有争议。

### 鋒面雨

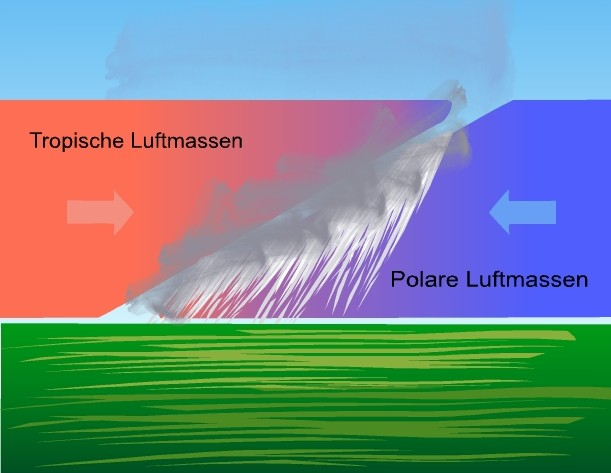
锋面降水，蓝色表示冷空气，红色表示热空气

鋒面雨，又稱氣旋雨、梅雨。当天气系统中气团缓慢上升时（以厘米每秒的速度量级），常常会发生层状降水（一个有着相似降水强度的广阔的降水带）和动力性降水（阵性的对流性降水，在较小范围内降雨强度会变化很大），比如在冷锋附近和暖锋南方近地面。在热带气旋眼壁外围附近，以及中纬度气旋的逗号头型降水模式中也可以看到类似的上升活动。沿着锢囚锋可以发现很多种类天气，甚至可能发生雷暴，但是这些天气过境后常会伴随着干气团的到来。锢囚锋一般形成在发展成熟的低压区附近。区分降雨和其他降水形式（例如雪和冰丸）的标志是，有厚厚一层温度高于冰的熔点的气团存在，从而使得冰冻的降水在到达地面前能被完全融化。如果在接近地表有一层温度低于冰点的浅层，降雨下落后会形成冻雨（雨水接触低于冰点的表面时被冰冻）。当大气中的低于冰点的温度层高于11,000英尺（3,400）时，冰雹发生的机会将显著减小。

### 對流雨

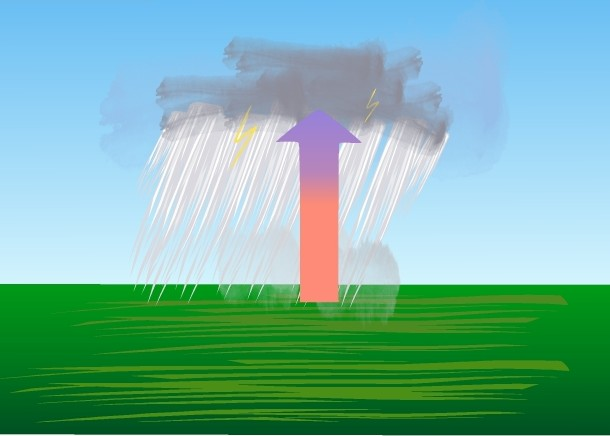
对流性降水

對流雨有时又称热雷雨、雷陣雨，台灣稱西北雨。在热带雨林气候区和夏季的亚热带季风气候温带季风气候区多见。对流性降雨或阵性降雨是由对流性云（比如积雨云，浓积云）造成的。这类降雨一般都是阵雨，且强度变化很快。由于对流性降雨的水平覆盖范围有限，它一般只在某一区域下一小段时间。大多数热带地区的降雨都是对流性的，但是层状性降雨有时也会发生。霰和冰雹都意味着降水是对流性的。在中纬度地区，对流性降雨经常发生在斜压性边界（比如冷锋，暖锋，飑线等）附近。

### 地形雨

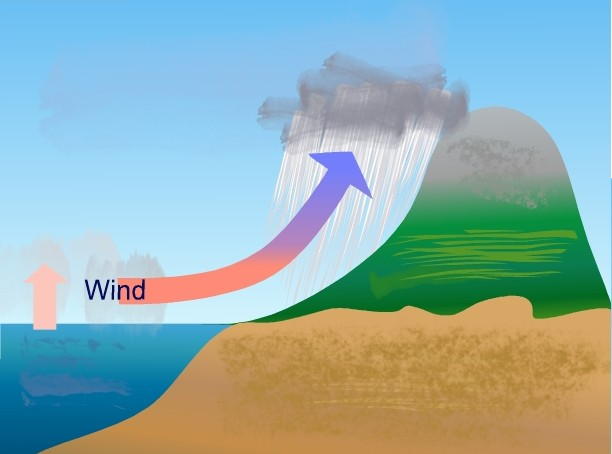
地形性降水

暖湿气流在运行的过程中，遇到地形的阻挡，被迫沿着山坡爬行上升，从而引起水汽凝结而形成降水，称为地形雨。地形性降雨发生在山坡的迎风面。大尺度湿润空气跨越山脊时的抬升运动会导致绝热性冷却和凝结。在世界上有着相对持续的风（比如信风）的山脉地区，山脉的迎风面比起背风面经常会有着更湿润的气候。水汽在地形抬升过程中被渐渐移除，使得背风面下沉的的空气比较干燥和温暖（参见下降风），常常形成雨影区。
夏威夷考艾岛的瓦埃莱尔山以极端多的降雨而闻名，其年降雨量是世界第二高，有460英寸（12,000）。科纳风暴每年在10月到4月间给该州带来暴雨。当地的气候因为地形原因几乎在每个岛上都有所不同，大致根据相对于高山的位置被分为迎风（Koʻolau）和背风（Kona）区域。迎风一侧面对东北而来的信风，接收更多的降雨；背风一侧则更干燥些，阳光更多，雨水较少且云较少。
在南美，安第斯山脉的山脊阻挡了太平洋的水汽到达内陆，从而造成背风面的阿根廷西部的沙漠气候。內華達山脈在北美有着相同的效应，形成了大盆地和莫哈韦沙漠。

### 氣旋雨
气旋中心附近气流上升，引起水汽凝结而形成降水，称为颱風雨。常见的有热带气旋和温带气旋带来的降水。

## 雨量

### 测量
雨量是以雨量計來計算，以在平面收集到的雨水深度表示，準確程度至0.25毫米或0.01吋。有時亦會以升每平方米（1 L m-2 = 1 mm）表示。在氣象統計名詞上，雨量又可稱為降雨量，即一定時間內之降水累積量，其中，若降水量若小於0.1公厘視為雨跡。

### 等级
- 毛毛雨：  日（或24h）降雨量低于 0.1 mm[16]
- 小雨：    日（或24h）降雨量0.1 ～ 10 mm
- 中雨：    日（或24h）降雨量 10 ～ 25 mm
- 大雨：    日（或24h）降雨量 25 ～ 50 mm
- 暴雨：    日（或24h）降雨量 50 ～ 100 mm
- 大暴雨：  日（或24h）降雨量 100～ 200 mm
- 特大暴雨：日（或24h）降雨量在 200 mm 以上[17]

水文部门：通常说的小雨、中雨、大雨、暴雨等，一般以日降雨量衡量。其中小雨指日降雨量在10毫米以下；中雨日降雨量为10~24.9毫米；大雨降雨量为25~49.9毫米；暴雨降雨量为50~99.9毫米；大暴雨降雨量为100~199.9毫米；特大暴雨降雨量在200毫米以上。

### 统计
創下全世界一年內最多降雨紀錄的是印度的乞拉朋齐（22987公釐，1861年），南极洲的平均降雨量最少，智利北部的阿塔卡马沙漠曾经91年没有下雨。

## 影响

### 文化
水可以保持生物的生命活动，同时可以让植物光合作用，古人通过观察发现了雨带来的水对生命的作用，因此雨也被誉为生命。
肯尼·基《在雨中》是萨克斯曲中脍炙人口的作品，莎士比亚曾经创作戏剧《暴风雨》。
汉民族认为龙王是主管兴云布雨的神，但祈雨仪式并非统一，晴天娃娃是一种祈求止雨布偶。
《山海經》中為蚩尤帶來狂風暴雨的有風伯和雨師。
在古中国，雨被认为一种很重要的自然资源，因此雨又被称为“甘霖、甘澍”，二十四节气中有“谷雨”一节气。人们也可以根据雨前的变化判断雨的来临。有俗语：“燕子低飞麻雀叫；蚂蚁搬家蛇过道；水缸穿裙山带帽（指水蒸气凝结在水缸上和积雨云）；就是大雨要来到。”
细雨可以使人温馨、也可以使人感伤；豪雨通常被认为代表一种绝望，部分人则可能感到释放。在诗歌或影视中、雨可以使人产生爱恋，但并非有科学依据。美国著名电影《雨中曲》拍摄于1952年，其主题曲《Singing In The Rain》自今仍是经典的作品。

### 灾害

#### 暴雨
按照中国气象标准规定，每小时降雨量16毫米以上、或连续12小时降雨量30毫米以上、24小时降水量为50毫米或以上的雨称为“暴雨”，暴雨容易导致流域洪涝、城市内涝、地质灾害发生(泥石流、山体滑坡等），对民众的生命财产造成极大损失。

#### 酸雨

酸雨的形成

酸雨是由于大量燃烧化石燃料或生物物质，将酸性化合物（如二氧化硫或者一些含氮的化合物，二氧化氮）排放至空气中，造成降雨中含硫酸、硝酸等酸性物质的现象。酸雨具有很大的腐蚀性，除了會造成水體的酸化之外，酸雨並且會造成土壞中的陽離子交換系統的破壞，使土壤的肥力下降，並也會造成土壤中的生物的死亡，在水體方面，酸雨會造成水中的PH值的改變，造成水體中的較不能適應的生物的死亡，所以對於生態上會造成很大的影響。17、18世纪，“雾都”伦敦曾经长期受酸雨侵害。实际上，酸雨的形成和没有环保重工业产生有极大的关系。
另外，如果进入“核冬天”会大量的降雨。

#### 冻雨
冻雨是過冷雨滴落於地面或暴露物體上時，迅速凝結為冰的天气現象。冻雨通常發生於地面溫度0℃以下的天气情况，特别是在初春和初冬时节。

### 利用
收集雨水有許多用途，如灌溉、種植、清洗、供水、沖廁等。

## 地球外降雨
在土星的最大的卫星土卫六上，不经常的甲烷雨被认为造成了星球表面无数的沟槽。在金星上，硫酸幡狀雲在离地面25（16英里）的高空就已经被蒸发了。在氣態巨行星的上层大气中可能有各种成分的雨，在深厚的大气层里甚至可能会有液态氖的降雨。人马座的太阳系外行星OGLE-TR-56b被认为甚至有铁雨。

## 相關
- 梅雨
- 驟雨
- 水庫
- 旱災